# Doge
Pour les articles homonymes, voir Doge (homonymie).
Ne doit pas être confondu avec Dogue.

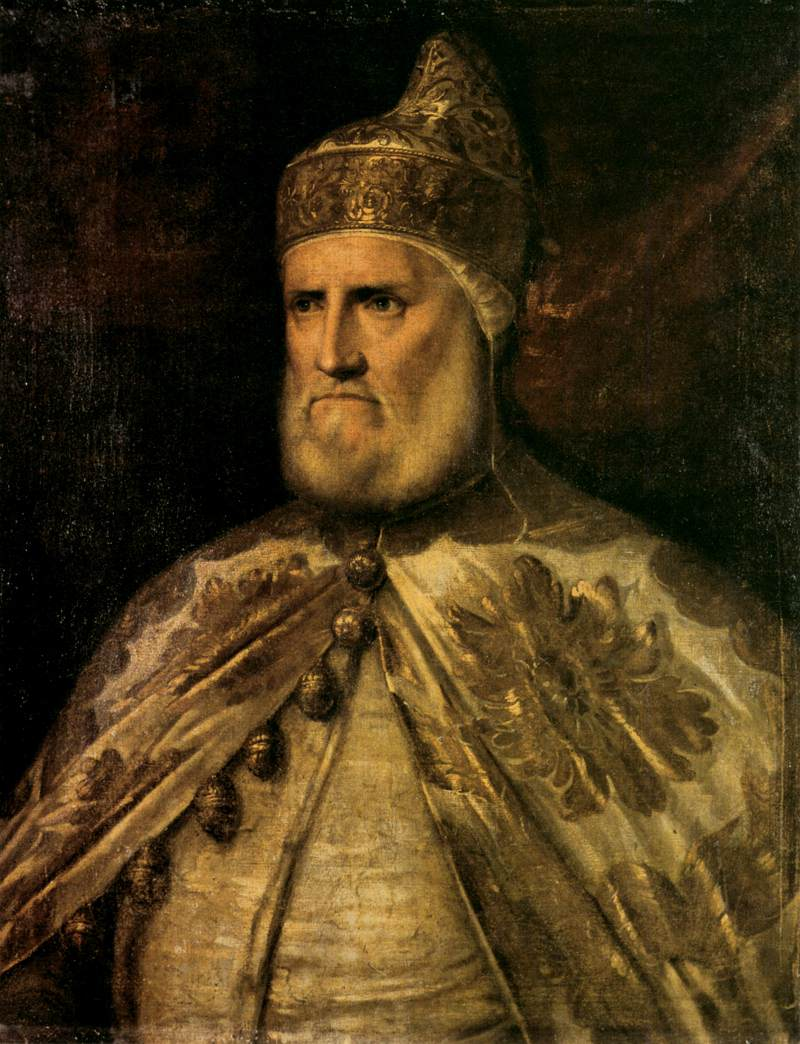
Portrait du de Venise, Andrea Gritti.

Le doge était le premier magistrat de plusieurs républiques d’Italie, particulièrement de Venise et de Gênes.
Héritier du dux, fonctionnaire byzantin au temps où Ravenne et Venise faisaient partie de l'Empire byzantin, ce fonctionnaire devenu puissant essaie de créer une succession dynastique mais doit céder la place, au temps des duchés médiévaux en 1143, à un personnage élu par ses pairs nobles. C'est la seule magistrature, avec celle de procurateur de Saint-Marc, à être viagère (dogat à vie, généralement donné à un homme d'expérience).
La dogaresse est la femme du doge.

## Doge de Venise
À Venise, le doge avait pour attributions principales de décider la guerre ou la paix, de commander les armées, de nommer aux fonctions civiles et ecclésiastiques, de présider le sénat, mais il ne pouvait prendre aucune résolution sans l’assentiment du Conseil des Dix. La monnaie était frappée au nom du doge, mais non à ses armes ; il ne pouvait choisir une épouse ailleurs qu’à Venise. En entrant en charge il se fiançait avec la mer Adriatique, usage qui faisait sans doute allusion à l’empire que Venise avait sur les mers.
Le premier doge fut Paolo Lucio Anafesto (697). Le 120e et dernier doge, Ludovico Manin, était en exercice lorsque la république de Venise fut conquise par les armées françaises (1797).
Les doges vénitiens les plus célèbres sont les Dandolo, les Faliero, les Tiepolo et les Gradenigo.

## Doge de Gênes
À Gênes, la dignité de doge fut créée en 1339 et fut d’abord conférée à vie, le tout premier doge fut Simon Boccanegra ; le doge devait être de famille plébéienne et de la faction gibeline. Parmi ces doges perpétuels : les noms de Guarco, Montaldo, Fregoso et Adorno, familles en perpétuelle lutte qui faillirent plusieurs fois plonger la République dans le chaos.
En 1528, Andrea Doria fit décréter qu’on élirait un nouveau doge tous les deux ans et qu’il serait choisi parmi les familles aristocratiques (28), ce doge devait partager le pouvoir avec un conseil de 400 membres, le Sénat, choisis dans la noblesse et un censeur et deux consuls. Les Spinola, les Doria, les Grimaldi, les Imperiali, les Durazzo, les Balbi, les Pallavicino mais aussi les Lomellini (it), les Brignole-Sale sont les plus célèbres de ces derniers doges. Gênes cessa d’avoir des doges en 1797, le dernier fut Giacomo Maria Brignole Sale, seul doge élu deux fois, en 1779 et en 1795, lors de l’occupation de cette république par les armées françaises.
En 1802, à l’image de la France, et suite à la chute de la république de Gênes, la République ligurienne se dota d’un doge, membre de la famille des Durazzo.

## Littérature
- Doge et dogaresse, conte d’Ernst Theodor Amadeus Hoffmann, traduit par Henry Egmont (dans Les Frères de Saint-Sérapion).
- La Dogaresse, poème de José-Maria de Heredia (dans Les Trophées)
- Maxime 77 de La Rochefoucauld, « L’amour prête son nom à un nombre infini de commerces qu’on lui attribue, et où il n’a non plus de part que le Doge à ce qui se fait à Venise. »